# جيف باركر (لاعب هوكي الجليد)
جيف باركر (بالإنجليزية: Jeff Parker)‏ هو لاعب هوكي الجليد أمريكي، ولد في 7 سبتمبر 1964 في سانت بول في الولايات المتحدة، وتوفي في 11 سبتمبر 2017 في منيابولس في الولايات المتحدة.

## وصلات خارجية
- جيف باركر على موقع دوري الهوكي الوطني (الإنجليزية)
- جيف باركر على موقع قاعة مشاهير الهوكي (لاعب أن.إتش.أل) (الإنجليزية)
- جيف باركر على موقع EliteProspects.com (الإنجليزية)
- جيف باركر على موقع HockeyDB.com (الإنجليزية)
- جيف باركر على موقع Hockey-Reference.com (الإنجليزية)